# Nicolaas Hendrik Swellengrebel

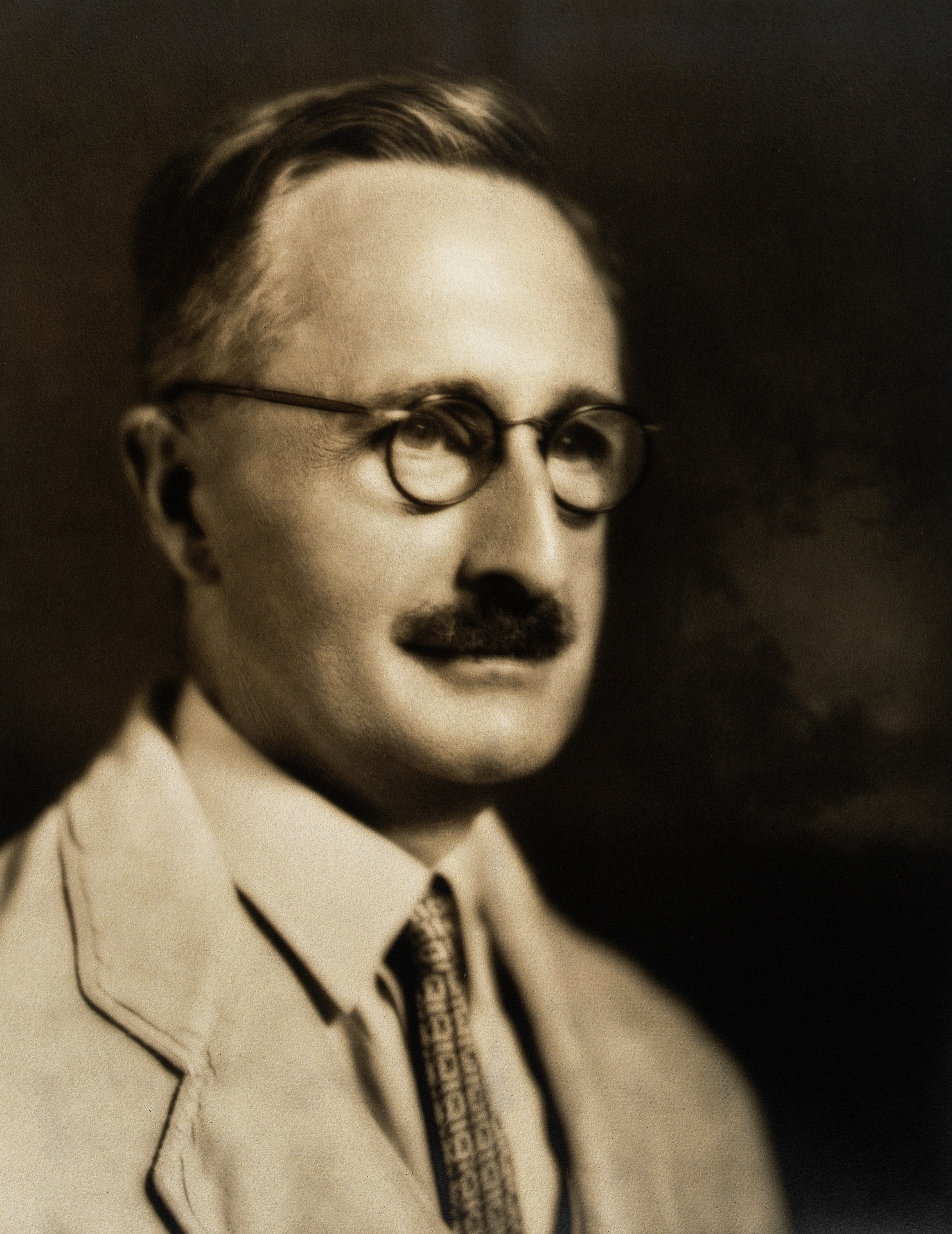
Nicolaas Hendrik Swellengrebel

Nicolaas Hendrik Swellengrebel (geboren 12. August 1885 in Amsterdam; gestorben 1. Januar 1970 in Haarlem) war ein niederländischer Biologe, Parasitologe und Protozoologe. Er war Erstbeschreiber der Spirochaetaceae und leistete wesentliche Beiträge zur Taxonomie der Gattung Borrelien.

## Leben
Nach dem Schulbesuch studierte er von 1904 bis 1907 Biologie an der Universität Amsterdam und danach in Zürich, wo er 1908 mit der Arbeit Sur la nature et les causes de la maladie des taches en couronne chez la pomme de terre zum Doktor der Biologie promoviert wurde. Von 1909 bis 1911 arbeitete er als Assistent von Rudolph Hendrik Saltet in dessen medizinischem Laboratorium in Amsterdam, dies unterbrochen durch einen halbjährigen Forschungsaufenthalt in Cambridge. Zudem war er ab 1909 Privatdozent für Protozoologie an der Universität Amsterdam. Im Jahr 1911 zog er nach Java, um dort Tropenkrankheiten zu erforschen. Nachdem er Ende 1913 nach Amsterdam zurückgekehrt war, wurde er in die tropenmedizinische Abteilung des damaligen Koloniaal Instituut, später „Institut für die Tropen“ genannt, berufen. Anfang 1917 wurde er von der Kolonialverwaltung von Niederländisch-Ostindien (dem heutigen Indonesien) insbesondere für die Malaria-Bekämpfung angestellt. 1921 wurde er Hochschullehrer und 1946 außerordentlicher Professor an der Universität Amsterdam. 1950 wurde er Mitglied der Koninklijke Nederlandsche Akademie van Wetenschappen (KNAW).

## Veröffentlichungen (Auswahl)
- Pleistophora gigantea Thelohan, a parasite of Crenilabius melops. In: KNAW, Proceedings, 14 I, 1911. Amsterdam 1911, S. 377–382.
- Report on a small experimental epidemie of benign tertian malaria started in September 1931 and folio wed up till January 1933.